# الدين في ماكاو
الدين في ماكاو (2021)
يتمثل الدين في ماكاو بشكل رئيسي في البوذية والأديان الشعبية الصينية. أصبحت الكنيسة الكاثوليكية واحدة من الديانات السائدة خلال الفترة التي كانت فيها المدينة تحت الحكم البرتغالي (1557-1999)، ولكنها تراجعت بشكل كبير في الوقت الحالي.
تشير بيانات جديدة لعام 2021 إلى أن البوذية هي الدين الرئيسي في ماكاو، إذ يعتنقها نحو 80% من السكان، وتليها الأديان الشعبية الصينية بنسبة 13.7%، والمسيحية بنسبة 6.7%..
يشير تعداد عام 1991، وهو أحدث تعداد لجمع البيانات الدينية، إلى أن 16.8% من سكان ماكاو يعتبرون أنفسهم بوذيين، و6.7% كاثوليك، و61% يتبعون ديانات أخرى أو لا يتبعون أيًا منها. يشير مسح آخر صدر في عام 1999 إلى أن 49% من السكان يتبعون الديانة الشعبية الصينية، و11% بوذيون، و3% فقط مسيحيون، وفي الوقت نفسه، كان أكثر من ثلثي السكان يذهبون إلى المعابد من حين لآخر. وجد مسح آخر أجري بين عام 2005 و2007 و2009 أن 30% من السكان يتبعون معتقدات شعبية، و10% من أتباع البوذية أو الطاوية، و5% من المسيحيين، بينما الجزء المتبقي لم يعلن عن انتماء ديني.
يضمن القانون الأساسي لماكاو حرية الاعتقاد، ويحق لسكان ماكاو ممارسة الدين الذي يختارونه، واستنادًا إلى المادة 3:34، «يتمتع سكان ماكاو بحرية المشاركة في الأنشطة الدينية والتبشير كما يحلو لهم». أما في المادة 3:120، «تتبنى منطقة ماكاو الإدارية الخاصة مبدأ حرية الدين والمعتقد؛ ولن تتدخل الحكومة في الأعمال الداخلية لأي هيئة أو منظمة دينية، ويتمتع المؤمنون بحرية الحفاظ على الروابط وتطوير العلاقات مع المنظمات الدينية الأجنبية خارج ماكاو».
يمكن للمنظمات الدينية إنشاء كليات دينية أو مدارس، ومستشفيات، ومنظمات رعاية أخرى وفقًا للقانون. يمكن للمدارس التي تديرها المؤسسات الدينية تدريس دينها، وتملك المنظمات الدينية الحق في استخدام المساهمات المالية والتعامل معها ووراثتها والحصول عليها وفقًا للقانون، ويضمن القانون حقوقهم المالية.

## الدين الشعبي الصيني
الدين الشعبي الصيني هو الدين الأصلي لشع الهان الصيني، ويركز على عبادة شين (آلهة) وهي القوى المولدة للطبيعة، وتمتد أيضًا إلى الصعيد البشري كالأجداد والأسلاف للعائلات أو الأنساب، وذلك بالإضافة إلى الأبطال الإلهيين الذين تركوا بصمة مهمة في تاريخ الحضارة الصينية.
تُعتبر «مازو» أحد أكثر الآلهة شعبية في ماكاو، واسم «ماكاو» نفسه مشتق من النسخة البرتغالية للاسم المحلي لمعبد مازو الشهير (معبد آ-ما)، وهو ما غوك.

### الكونفوشية
تتأثر ثقافة ماكاو بالقيم والأخلاق الكونفوشية. تأسست جمعية ماكاو الكونفوشية في عام 1909، وكانت في البداية فرعًا من الجمعية الكونفوشية في بكين، ولكنها اكتسبت الاستقلال فيما بعد. كان الغرض من جمعية ماكاو الكونفوشية هو «احترام مبادئ الكونفوشية، ونشر الفضيلة المقدسة، وتوفير التعليم لأولئك الذين لديهم القدرة وتعزيز الثقافة». بدأت المنظمة في عام 1913 مدرسة صغيرة في ماكاو لتحقيق هذه الغاية، وطبعت مجموعة مختارة من أقوال كونفوشيوس لاستخدامها في المدارس الثانوية في عام 1960. جمعت حوالي 74 مقولة من محاورات كونفوشيوس وكتاب منسيوس (كتاب) وغيرها من الكلاسيكيات الكونفوشية، من أجل مساعدة الطلاب على حفظها وترديدها.
تقيم المنظمة احتفالًا لإحياء الذكرى والتضحية في عيد ميلاد كونفوشيوس، الذي يُحتفل به في 27 أغسطس من التقويم القمري، حيث يُدعى طلاب المدارس للمشاركة.

### الطاوية
دخلت الطاوية لأول مرة إلى ماكاو في القرن الثالث، ومارس الناس منذ ذلك الحين عناصر منها إلى حد كبير جنبًا إلى جنب مع البوذية.

## البوذية
البوذية هي الديانة السائدة في ماكاو، تعكس الخلفيات الثقافية والتاريخية دعمًا كبيرًا لهذا الدين. لا يمارس معظم سكان ماكاو البوذية بانتظام، إلا أنهم يحملون إيمانًا عميقًا بها. أظهرت التقديرات السابقة أن البوذية والأديان الشعبية تشكل معًا 92% من إجمالي السكان، وأفاد مكتب معلومات الحكومة في عام 2020 أن حوالي 80% من السكان يمارسون البوذية (الماهايانا بشكل أساسي).

## المسيحية

### شهود يهوه
كانت أولى أنشطة شهود يهوه في المنطقة في ستينات القرن العشرين عندما وصل شهود أجانب من البرتغال وهونج كونج إلى الجزيرة.
اعتقلت شرطة ماكاو ورحلت بعض شهود يهوه الأجانب خلال الستينات بسبب حظر البرتغال آنذاك لعملهم.
بلغ عدد شهود يهوه 394 ناشرًا نشطًا في عام 2020، وكانوا متحدين في 5 جماعات، وحضر 845 شخصًا الاحتفال السنوي بعشاء الرب في عام 2020. تُعقد اجتماعات شهود يهوه في ماكاو باللغات الصينية المندرينية والإنجليزية والفيتنامية.

## الأديان الأخرى

### الإسلام
كان الإسلام موجودًا في ماكاو قبل وجود سلالة مينغ. يُعتقد تقليديًا أن الإسلام جاء عبر التجار العرب والفرس، وذلك على الرغم من أن الفترة والطريقة التي أُدخل بها إلى المنطقة محل خلاف. فرَّ عدد كبير من المسلمين من عرقية هوي إلى ماكاو خلال الحرب العالمية الثانية للهروب من الدمار في بقية البلاد.
كان في ماكاو مسجد ومقبرة إسلامية واحدة، مسجد ومقبرة ماكاو، لخدمة أكثر من أربعمائة مسلم في المدينة ينتمون إلى «جمعية ماكاو الإسلامية» في عام 2007. كان هذا المسجد قيد التجديد في أواخر أشهر عام 2007، وكان من المخطط أن يتضاعف حجمه من أجل توفير مسجد أكثر حداثة في قلب ماكاو. يختار المسلمون والكاثوليك الرومان أحيانًا تسمية أحد أبنائهم فاطمة أو عمر أو ثريا.

### البهائية
كانت ماكاو واحدة من المناطق المختارة لخطة توسيع الإيمان البهائي المعروفة باسم الحملة الصليبية العشرية. أصبحت فرانسيس هيلر، من كاليفورنيا في الولايات المتحدة الأمريكية، أول بهائية في ماكاو في عام 1953، وأصبح يان بيفينغ أول مقيم في ماكاو يتحول إلى الديانة البهائية في عام 1954. بلغ عدد سكان ماكاو البهائيين 30 شخصًا في مارس 1964، وانتُخِبَت أول جمعية روحية محلية في 21 أبريل 1959، وانتشر الدين إلى جزيرتي تايبا وكولوان بحلول عام 1962. شكلت ماكاو أول جمعية روحية وطنية في عام 1989، ويوجد في الوقت الحالي أربع جمعيات روحية محلية يبلغ مجموع أعضائها أربعمائة عضو، وتعرف مجتمعة باسم مجتمع ماكاو البهائي.

### فالون غونغ
يتواجد يوجد ممارسو فالون غونغ في الأماكن العامة.